# Ишханов, Сергей Мартынович
Сергей Мартынович Ишханов — советский хозяйственный, государственный и политический деятель.

## Биография
Родился в 1904 году в Тифлисе. Член ВКП(б).
С 1929 года — на хозяйственной, общественной и политической работе. В 1929—1954 гг. — на советской и партийной работе в Тбилиси, второй секретарь Тбилисского горкома ВКП(б), первый секретарь Тбилисского горкома ВКП(б), заместитель Председателя Совета Министров Грузинской ССР.
Избирался депутатом Совета Национальностей Верховного Совета СССР 1-го, 2-го и 3-го созывов. Член ЦК КП Грузии в 1938—1952 годах.
Умер в Тбилиси.